# Rosa Lindstedt
Rosa Lindstedt (n. 24 ianuarie 1988, Ylöjärvi, Häme Province⁠(d), Finlanda) este o sportivă ce a reprezentat Finlanda, medaliată olimpică. A participat la 3 ediții ale Jocurilor Olimpice (2010, 2014, 2018) în care a câștigat o medalie de bronz.